# Armand Borel
Armand Borel (La Chaux-de-Fonds, 21 maggio 1923 – Princeton, 11 agosto 2004) è stato un matematico svizzero, professore a Princeton dal 1957 al 1993. È noto per i suoi lavori in topologia algebrica, nella teoria dei gruppi di Lie, e per essere uno dei creatori della moderna teoria dei gruppi lineari algebrici.